# Zacharias Jansen

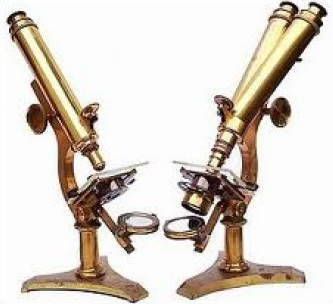
Jansen mikroszkópja
Metszet Pierre Borel De vero telescopii inventore című könyvéből

Zacharias Jansen (1580 körül, Hága, Spanyol Németalföld - 1632 körül, Amszterdam, Spanyol Németalföld) holland üvegműves, optikus, a mikroszkóp és a teleszkóp feltalálója. Nevét még szokás Sacharias Jansennek vagy Zacharias Janssennek is írni.

## Élete

### Korai évek
1580-ban, más források szerint 1585-ben, 1588-ban vagy 1589-ben született a hollandiai Hágában Hans Martens middelburgi szemüvegkészítő, egy amszterdami optikai cég házaló ügynöke (hollandul: marskramer) és Maeyken Meertens második gyermekeként. Szülei feltehetően Antwerpenből származtak. Jansen Middelburgban nőtt fel, húgával Sara-val együtt. Édesapjától tanulta az optikusi mesterséget és hamarosan a szintén middelburgi Hans Lippershey legnagyobb konkurense lett.
1610. október 23-án összeházasodott Catharina de Haene-nel. A házassági bizonyítványra Jansen születési helyeként Hágát tüntették fel, de amíg Cornelis de Waard 1906-ban rá nem bukkant erre dokumentumra egy levéltárban, addig a legtöbb helyen Middelburgot írtak. 1611-ben született meg fiuk, Johannes Sachariassen.

### Pénzhamisítás
Jansenék a middelburgi pénzverde szomszédságában laktak, ahol Zacharias bátyja dolgozott. Zacharias 1613 és 1619 között több ízben hamisított spanyol érméket. A büntetés elől egy közeli faluban, Arnemuiden-ben rejtőzött el, ahol tovább folytatta illegális tevékenységet. 1619-ben több, a hamisításhoz használatos eszközt foglaltak le nála és feljelentették. Az akkori törvények szerint halálbüntetés várt volna rá, de az arnemuideni végrehajtó édesapja Jansenék bűntársa volt. Ennek kiderülése késleltette a tárgyalást, így Zacharias ismét el tudott menekülni a törvény elől. Az ügyet később ejtették, így Jansen 1621-ben visszatérhetett Middelburgba.

### Kései évek
Jansen első felesége, Catharina, 1624-ben meghalt. Jansen 1625 augusztusában összeházasodott az antwerpeni származású Anna Couget-val, aki Zacharias rokonának Willem Jansennek volt az özvegye. 1626 novemberében Amszterdamba költöztek. Jansen 1632-ben, más források szerint 1638-ban hunyt el.

## A mikroszkóp és a teleszkóp feltalálása
1590-ben Jansen édesapja elkezdett dolgozni egy egylencsés mikroszkópon, amelyben fia is közreműködött. 1590-ben, más források szerint 1595-ben egyedül elkészítette az első összetett mikroszkópot, mely 9-szeres nagyításra volt képes. Később továbbfejlesztette az összetett mikroszkópot (18-szoros nagyításúvá) és 1601-ben szabadalmi kérelmet nyújtott be. A kérelmét nem bírálták el. A jelenleg elfogadott álláspont szerint Zacharias Jansen 1595-ös mikroszkópját tartják az első összetett mikroszkópnak. Jansen találmányát később Antoni van Leeuwenhoek fejlesztette tovább.
1604-ben Zacharias Jansen elkészítette az első teleszkópot, de nem szabadalmaztatta azt. 1608-ban Hans Lippershey és Jacob Metius is szabadalmat nyújtott be a teleszkópra, melyet Jansen megtámadott. 1634-ben Isaac Beeckman, újságíró, Jansen fiához, Johannes Sachariassen-hez ment üvegcsiszolást tanulni, ekkor jelentette meg folyóiratában Zacharias Jansen életrajzát és a bizonyítékokat, hogy Lippershey az ő korábbi terveit használta fel a terveihez. A németalföldi kormányzó, Fernando de Austria bíboros, III. Fülöp spanyol király fia, Jansent ismerte el a távcső és a mikroszkóp feltalálójaként. Pierre Borel, francia kémikus 1655-ben könyvet jelentetett meg „De vero telescopii inventore” (A teleszkóp igazi feltalálója) címmel, felhasználva Beeckman írását, melyben Zacharias Jansent tekineti a teleszkóp igazi feltalálójának. Galileo Galilei 1609-ben továbbfejlesztette a távcsövet, de ő Metius-t ismerte el feltalálóként.